# Logan Rogerson
Logan Rogerson (* 28. Mai 1998 in Hamilton) ist ein neuseeländischer Fußballspieler.

## Verein
Rogerson spielte ab 2013 für den Wanderers SC. Hier absolvierte er seine letzte Station im Juniorenbereich, sowie zwischen 2014 und 2015 seine ersten Einsätze in der höchsten neuseeländischen Spielklasse, der New Zealand Football Championship. Im Sommer 2015 wechselte er zu Wellington Phoenix. Hier kam er sowohl für die zweite Mannschaft in der New Zealand Football Championship als auch für die erste Mannschaft zum Einsatz, welche in der australischen A-League spielt.
Von Juni bis Juli 2018 absolvierte Rogerson ein Probetraining beim FC Carl Zeiss Jena, der ihn daraufhin am 24. Juli verpflichtete. Er unterschrieb einen Vertrag bis 2020 mit der Option auf ein weiteres Jahr. Sein Debüt in der 3. Liga gab Rogerson am 28. Juli 2018, dem 1. Spieltag. Beim 3:2-Heimsieg gegen die SG Sonnenhof Großaspach, kam er in der 80. Minute für Maximilian Wolfram in die Partie. Nach nur zwei Spielen für Jena in der Saison 2018/2019 löste der Verein den Vertrag mit Rogerson im Sommer 2019 auf.
Im Oktober 2019 kehrte Rogerson in die Heimat zurück und schloss sich Auckland City FC an, mit denen er gleich in seiner ersten Spielzeit Meister in Neuseeland wurde. Nach einer weiteren Meisterschaft im Jahr 2021 mit Auckland wechselte Rogerson zum finnischen Rekordmeister HJK Helsinki. Dort kam er jedoch nur bei der zweiten Mannschaft des Vereins, Klubi 04, zum Einsatz. Im August 2021 wechselte er daraufhin zunächst auf Leihbasis zum Ligakonkurrenten FC Haka, bei dem er in der Folge regelmäßig zum Einsatz kam und der ihn anschließend am Ende der Saison fest verpflichtete.

## Nationalmannschaft
Im Jahr 2015 spielte Rogerson mit der U17 bei der U-17-Fußball-Ozeanienmeisterschaft, wo er in 6 Spielen 11 Treffer erzielte und mit der U17 schließlich das Turnier gewann. Rogerson wurde zum Spieler des Turniers gewählt. Im selben Jahr war er auch Teil des Kaders bei der U-17-Fußball-Weltmeisterschaft 2015, hier war allerdings schon im Achtelfinale Schluss. Mit der U20 gewann er 2016 die U-20-Fußball-Ozeanienmeisterschaft und war im darauffolgenden Jahr Teilnehmer bei der U-20-Fußball-Weltmeisterschaft 2017.
Sein Debüt für die A-Nationalmannschaft feierte Rogerson am 12. November 2015, beim 1:0-Erfolg im Freundschaftsspiel gegen den Oman. Rogerson kam in der 67. Spielminute für Clayton Lewis aufs Feld. Es folgten bis Juni 2016 noch zwei weitere Einsätze in der WM-Qualifikation, anschließend wurde er jedoch zunächst nicht mehr nominiert. Erst nach über fünf Jahren wurde Rogerson im Januar 2022 erneut in den Kader der Nationalmannschaft berufen, als er beim Freundschaftsspiel gegen Jordanien in der Startaufstellung stand.

## Erfolge
- U-17 Ozeanienmeister: 2015
- U-20 Ozeanienmeister: 2016
- Neuseeländischer Meister: 2020, 2021